# 明茨巴赫
明茨巴赫是奥地利上奥地利州佩尔格县的一个市镇。总面积24.9平方公里，总人口1695人，人口密度68.1人/平方公里（2005年）。